# Ackerli
Ackerli (auch: Acherli) ist ein Quartier der Stadt Bern. Es gehört zu den 2011 bernweit festgelegten 114 gebräuchlichen Quartieren und liegt im Stadtteil VI Bümpliz-Oberbottigen, dort im statistischen Bezirk Bethlehem. Angrenzende Quartiere sind Holenacker, Eichholz, Bethlehemacker und Tscharnergut. Acherli war der Name eines früheren kleinen Bauerngutes auf diesem Gelände.
Im Jahr 2022 betrug die Wohnbevölkerung 341 Personen, davon 252 Schweizer und 89 Ausländer.

## Struktur
Das Quartier wird dominiert durch das Wohnheim Acherli. Der Grundstein wurde 1986 gelegt, der Erstbezug erfolgte 1988. Ein mitgebautes Hallenbad wurde 2004 geschlossen und in Schulungsräume umgewandelt. Seit 2014 sind 95 Wohnplätze bewilligt. In der Wohnüberbauung Acherli wurden zwischen 2004 und 2009 drei Wohnzeilen mit fünf bzw. sechs Etagen und insgesamt 107 Wohnungen realisiert.
Die Band-Genossenschaft mit einem von drei Berner Standorten in Ackerli bietet geschützte Arbeitsplätze für die Eingliederung von Menschen, die wegen Krankheit, Unfall oder Arbeitslosigkeit Neuorientierung oder Unterstützung beim Wiedereinstieg in den Beruf suchen.
Die katholische Pfarrei St. Mauritius besitzt und betreibt im Ackerli die Mauritiuskirche mit Gemeindezentrum.

## Verkehr
Die Strassenbahnlinie 8 verkehrt von der Station Holenacker (im Westen) bzw. Tscharnergut (im Osten)  über das Zentrum von Bern nach Saali bzw. zum Bahnhof Bern Westside. Darüber hinaus steht die gute Verkehrsanbindung des Nachbarquartiers Bern-Brünnen zur Verfügung. Die Hauptstrassen 1 und 10 (gemeinsamer Verlauf) als Neue Murtenstrasse und das Nordportal des Autobahntunnels (Brünnentunnel) der A1 bilden die westliche  Grenze.